# Puente Kilifi
El Puente Kilifi (en inglés: Kilifi Bridge) Es el puente más largo en Kenia, con una longitud total de 420 metros. La superestructura es un cajón de vigas continuas pretensadas con dos carriles. El puente tiene tres vanos. La construcción del puente de Kilifi fue terminada en 1991.
Conecta Kilifi con Mnarani. El camino se dirige a Mombasa por el sur, y Malindi, Lamu y Garissa hacia el norte. El gobierno para conseguir los fondos necesarios pidió un crédito a Japón por  5.815.440.455 JPY en 1986.